# Gaston Gagnon
Pour les articles homonymes, voir Gagnon.
Gaston Gagnon est un guitariste et compositeur québécois. Reconnu pour son travail avec le groupe Garolou, avec qui il gagne un prix Félix en 1980, il œuvre dans le milieu musical canadien depuis plus de quarante ans.

## Historique
Gaston Gagnon fait partie de la scène musicale canadienne depuis plusieurs années. Son apprentissage de la guitare débute à l'adolescence en ayant comme mentors les Jeff Beck, Eric Clapton et autres guitaristes de blues contemporains. Né au Québec, Gaston Gagnon œuvre au sein de plusieurs formations musicales, aux styles variés. Alternant entre le rock, le folk, le classique et la forme de musique qu'il préfère, le blues, il se forge lentement mais sûrement une réputation de guitariste émérite. Ayant ainsi acquis une bonne expérience de la scène et une maitrise de son instrument, le groupe folk rock Garolou retient ses services et lui permet d'accéder au rang des professionnels.
Depuis lors, Gaston Gagnon a partagé la scène avec plusieurs artistes canadiens tels que Plume Latraverse (sur Les Pauvres et l'album Chirurgie plastique en 1980), Édith Butler, Capitaine Nô, Bob Harrisson, Jean Millaire, Jimmy James, Steve Rowe, Breen LeBoeuf, Bob Walsh, Alan Gerber, Lou Simon, Michel Lalonde, Ray Bonneville, les harmonicistes Guy Bélanger, Jim Zeller et Carl Tremblay et maints autres artistes. Il est membre de la formation de musique progressive Existence. Il a coécrit également la musique pour la trame sonore du film de Pierre Falardeau, « Le Party », en compagnie de Richard Desjardins.
Gaston Gagnon a fait des prestations à plusieurs évènements et endroits tels le Paléo Festival Nyon en Suisse, le Carnegie Hall de New York ou bien au Festival international de jazz de Montréal. Comme guitariste accompagnant différents artistes, il a ouvert plusieurs concerts tels que ceux de John Lee Hooker, B.B. King, Joe Cocker, John Mayall, Johnny Winter et le groupe Focus pour en nommer que quelques-uns. En 1999, il s'est joint à l'artiste de blues Denis Parker pour effectuer une variété d'œuvres de blues traditionnels et de compositions originales.
Également réalisateur et ingénieur de son, Gaston Gagnon a travaillé avec le producteur terre-neuvien Don Walsh, ajoutant sa touche à la réalisation sonore de l'album de musique folklorique irlandaise Snotty Var et à l'album Snowman Blues de Denis Parker. Un article paru dans le magazine Around Town dit de lui: « Il est un perfectionniste et il sait prendre des risques. Une combinaison rare chez un musicien ».

## Études en guitare
- Études en guitare classique avec M. Vic Angellillo Sr.
- Études à l'école de musique de l'Université Laval à Québec, QC, Canada

## Discographie

### Albums
- 2002 Gaston Gagnon Live

### Albums (Groupes)
- 2016 : Existence - Origins
- 2014: Michael Mansour - A tribute to the Eric Clapton
- 2013 : Michael Mansour - A tribute to the Beatles
- 2012 : Michael Mansour - A touch of Cream
- 1999 : Existence - Small people, Short story, Little crimes
- 1999 : Garolou - Mémoire vive
- 1997 : Garolou - Réunion - Live (album)
- 1982 : Garolou - Centre-Ville (album)
- 1980 : Garolou - Romancero (album LP)

### Collaborations
- 2022 Denis Parker - The dance card / Solo kite
- 2020 Denis Parker - Country blue
- 2008 Alan Gerber - Blue Tube (album)
- 1999 Denis Parker - Snowman Blues (album)
- 1990 Sylvie Bernard - Marcher sur du verre (album)
- 1988 Michel Lalonde - Délit de suite (album)
- 1985 Frédéric Metthé - Face (album)

### Bande originale de films
- 1990 Bande originale du film Le Party

### Compilations
- 1991 Garolou - Tableaux d'hier V.2
- 1991 Garolou - Tableaux d'hier V.1
- 1981 Garolou - Profil (album LP)
- 1981 Les Félix / Gagnants 1980

### Ingénieur du son (mixage)
- 1999 Denis Parker - Snowman Blues (album)
- 1999 Snotty Var - Snotty Var (album)
- 1999 Wo\Men Jammin’ Live (album)

## Nominations & Récompenses
- 2000 : Nomination avec Garolou pour l'album Traditionnel de l'année (Mémoire Vive) au Gala de l’ADISQ
- 1998 : Nomination avec Garolou pour l'album Folk de l'année (Réunion) au Gala de l’ADISQ
- 1982 : Nomination avec Garolou pour l'album Rock de l'année (Centre-Ville) au Gala de l’ADISQ
- 1980 : Prix Félix avec Garolou pour l'album Folk de l'année (Romancero) au Gala de l’ADISQ

## Résumé des Spectacles
Une liste de quelques festivals et salles de concert visitées par Gaston Gagnon et les diverses formations auxquelles il participe ainsi qu'un résumé des ouvertures pour des artistes et groupes populaires.

### Festivals
- Festival international de jazz de Montréal / Montréal, Québec
- Festival d'été de Québec / Québec, Québec
- Tournée Québec Rock / Québec
- Mid-Winter Blues Festival / Régina, Saskatchewan
- FestiBlues international de Montréal / Montréal, Québec
- Paléo Festival Nyon / Nyon, Suisse
- FrancoFolies de Montréal / Montréal, Québec
- La Nuit sur l'étang / Sudbury, Ontario
- Festival franco-ontarien / Ottawa, Ontario
- Transat Québec-Saint-Malo / Saint-Malo, France
- Festival interceltique de Lorient / Lorient, France
- Fête nationale du Québec (Spectacle de la Saint-Jean-Baptiste) / Québec
- Fête du Canada (Spectacle) / Québec
- Buckingham en Fête / Gatineau, Québec
- Festival Arts en Fête / Saint-Eustache, Québec
- Fête fransaskoise / Saskatoon, Saskatchewan
- Carnagie Hall / New-York

### Ouvertures
- John Lee Hooker
- B.B. King
- John Mayall
- Johnny Winter
- Joe Cocker
- Focus